# Spanwartel

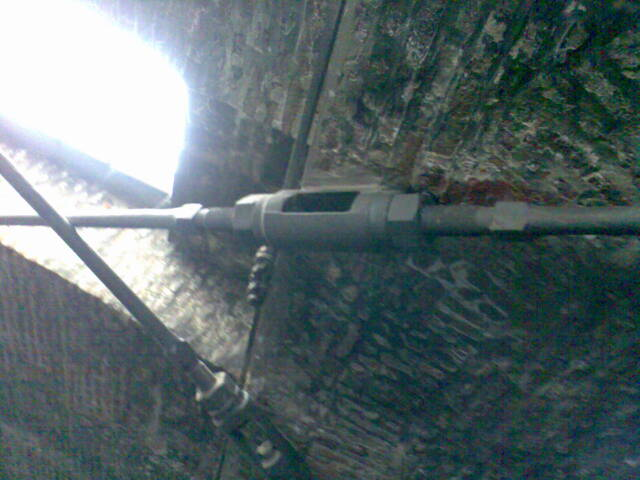
Spanwartels in een bouwwerk

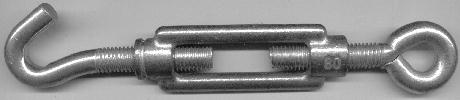
Kleine spanwartel

Met een spanwartel, spanschroef, schroefspanner of draadspanner kan een draad, staaf of kabel op spanning gebracht worden.

## Spanwartel
Een spanwartel bestaat uit twee schroefeinden, één met een rechtse draad en één met een linkse draad. Door de wartel te draaien wordt de spanning ingesteld. Een spanwartel varieert van klein voor bijvoorbeeld toepassing bij de verstaging op een zeilschip tot zeer groot voor in bouwwerken.
Er zijn spanschroeven met aan het ene eind een oog en aan het andere eind een haak. Ook zijn er modellen met aan beide einden een oog of haak. De dikte van de draadeinden kan variëren evenals de totaal uitdraaibare lengte.
De spanwartel kan gemaakt zijn van gegalvaniseerd staal, roestvast staal of brons.

## Draadspanner
Met een draadspanner wordt een draad strak getrokken, waardoor deze recht hangt. Een draadspanner wordt o.a. gebruikt voor het spannen van schrikdraad, ijzerdraad en prikkeldraad.
Er zijn modellen met een ronddraaiende as, waarop de draad bij het straktrekken gewikkeld wordt, in het midden, maar ook zijn er met een as uit het midden.
|  |  |